# Yannick Euvrard
Yannick Euvrard (Brugge, 17 januari 1986) is een Belgisch voetballer. Hij speelt bij KRC Waregem. Hij is de broer van Vincent Euvrard.

## Carrière
Euvrard begon bij de jeugd van KVV Oostduinkerke, waar hij na enkele jaren werd opgemerkt door scouts van Cercle Brugge. Euvrard verhuisde naar Cercle en maakte in 2005 onder toezicht van trainer Harm van Veldhoven de overstap naar de A-kern. Wegens een gebrek aan speelkansen verkaste de verdediger tijdens de winterstop van het seizoen 2006/07 naar tweedeklasser Racing Waregem.
Met Waregem zakte Euvrard naar Derde Klasse. Toch bleef hij tot 2009 in dienst van Waregem spelen. Nadien haalde Standaard Wetteren hem terug naar Tweede klasse. Euvrard ontpopte zich er tot een vaste waarde. In de zomer van 2010 ruilde hij Wetteren in voor reeksgenoot Oud-Heverlee Leuven. Euvrard schipperde er in zijn debuutseizoen tussen de bank en de basis. In april 2011 werd hij met de club kampioen in Tweede klasse.
Eind augustus 2011 ondertekende Euvrard een contract voor één seizoen bij tweedeklasser KSV Roeselare. Wederom ontpopte hij zich er tot een vaste waarde. Op 12 april 2012 werd bekend dat hij zijn contract bij KSV Roeselare met twee seizoenen verlengde.
In maart 2014 raakte bekend dat Euvrard vanaf het seizoen 2014/15 zou uitkomen voor vierdeklasser KVK Westhoek. Na drie seizoenen bij Westhoek speelde hij achtereenvolgens voor KSC Dikkelvenne, RFC Wetteren en Racing Waregem.

## Statistieken
| Seizoen | Club                | Land   | Competitie             | Wed. | Goals |
| ------- | ------------------- | ------ | ---------------------- | ---- | ----- |
| 2005/06 | Cercle Brugge       | België | Jupiler League         | 0    | 0     |
| 2006/07 | Cercle Brugge       | België | Jupiler League         | 0    | 0     |
| 2006/07 | Racing Waregem      | België | Tweede Klasse          | 15   | 0     |
| 2007/08 | Racing Waregem      | België | Derde Klasse A         | 28   | 7     |
| 2008/09 | Racing Waregem      | België | Derde Klasse A         | 28   | 3     |
| 2009/10 | Standaard Wetteren  | België | Tweede Klasse          | 34   | 2     |
| 2010/11 | Oud-Heverlee Leuven | België | Tweede Klasse          | 28   | 0     |
| 2011/12 | KSV Roeselare       | België | Tweede Klasse          | 30   | 0     |
| 2012/13 | KSV Roeselare       | België | Tweede Klasse          | 31   | 1     |
| 2013/14 | KSV Roeselare       | België | Tweede Klasse          | 29   | 0     |
| 2014/15 | KVK Westhoek        | België | Vierde klasse A        |      |       |
| 2015/16 | KVK Westhoek        | België | Vierde klasse A        |      |       |
| 2016/17 | KVK Westhoek        | België | Tweede klasse amateurs |      |       |
| 2017/18 | KSC Dikkelvenne     | België | Derde klasse amateurs  |      |       |
| 2018/19 | RFC Wetteren        | België | Derde klasse amateurs  |      |       |
| 2019/20 | Racing Waregem      | België | Eerste prov. W-Vl      |      |       |
| 2020/21 | Racing Waregem      | België | Eerste prov. W-Vl      |      |       |
| 2021/22 | Racing Waregem      | België | Eerste prov. W-Vl      |      |       |
| Totaal  |                     |        |                        | 223  | 13    |

Laatst bijgewerkt: 16-11-2021